# تصميم الفيديو

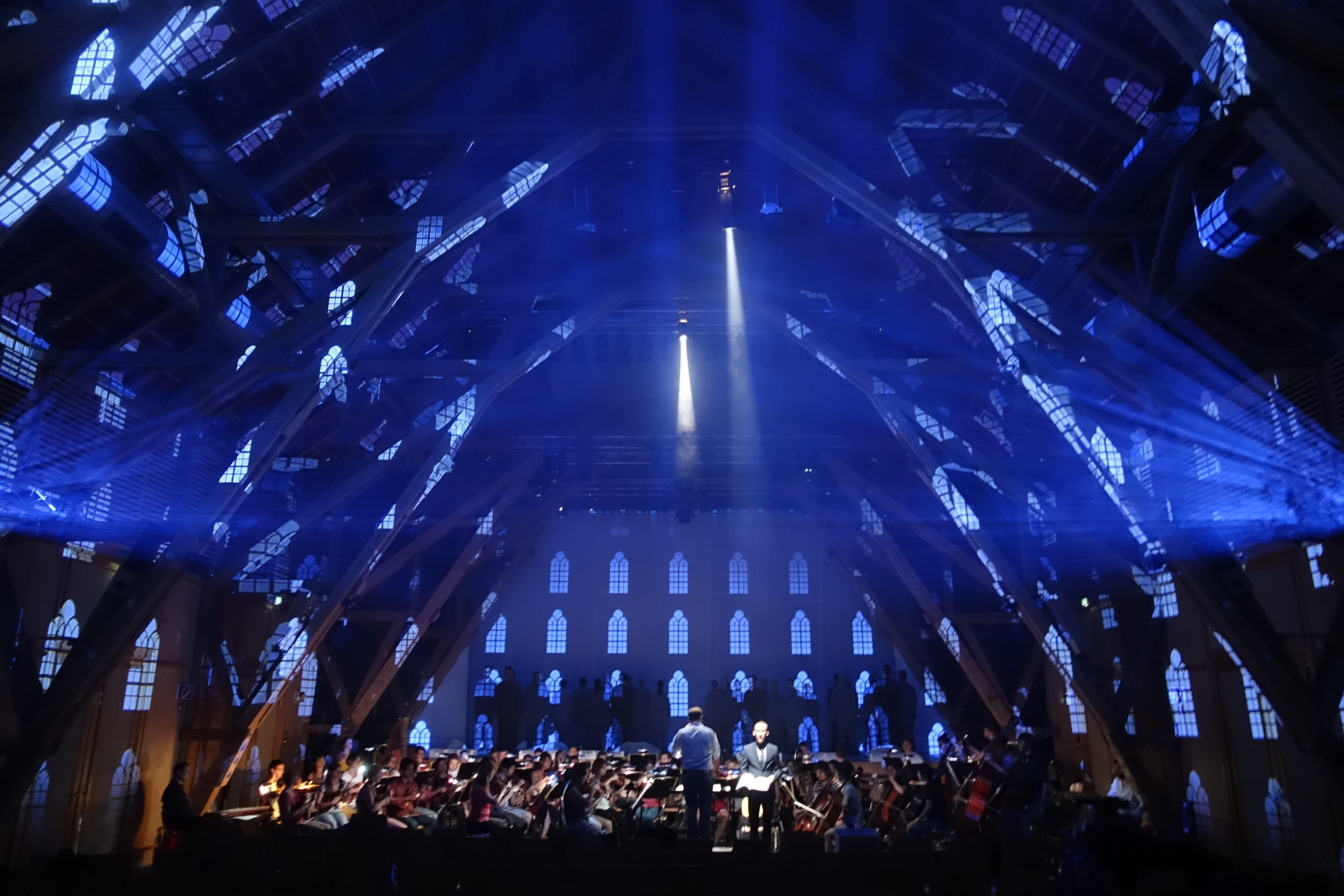
تصميم فيديو لكارل-أورف "دير موند" عام 2015

تصميم الفيديو أو تصميم الإسقاط (بالإنجليزية: Video design)‏ هو أحد المجالات الابداعية التي تندرج ضمن مجالات الصناعة المسرحية، ويهتم بإبداع وتكامل أفلام الرسوم المتحركة والأفلام المتحركة وتغذية الكاميرا الحية في مجالات المسرح، والأوبرا، والرقص، وعروض الأزياء، والحفلات الموسيقية، وغيرها من الأحداث الحية. اكتسب تصميم الفيديو في الآونة الأخيرة اعترافًا كمجال إبداعي مستقل، حيث كان يتم اتخاذ مسؤولياته قبل ذلك من مصمم الديكور المسرحي أو مصمم الإضاءة. وغالبًا ما يُعرف الشخص الذي يمارس فن تصميم الفيديو باسم مصمم الفيديو. ومع ذلك، تختلف اصطلاحات التسمية في جميع أنحاء العالم، ولذلك قد يُنسب إلى ممارسي هذا الفن أيضًا اسم مصمم الإسقاط أو «مصمم الوسائط» أو المصور السينمائي أو مدير الفيديو.

## التاريخ
تم استخدام محتوى صناعة الأفلام والإنتاج الإعلامي في مجال التمثيل لسنوات عديدة، كما هو الحال مع المسلاط النافذ الذي تقدمه أنظمة مثل جهاز العرض PANI ، واستخدم الألماني إروين بيسكاتور المدير المسرحي في معرض برلين فولكسبوهن في عشرينيات القرن العشرين، تقنية إسقاط الفيلم في مجموعاته.
إن تطور تكنولوجيا الإسقاط الرقمي في منتصف التسعينات، وكذلك الانخفاض الناتج في أسعارها، جعلها أكثر جاذبية وعملية للمنتجين، والمخرجين، ومصممي المناظر الخلابة، وساهم أيضاً في تطور دور مصممي الفيديو، وزاد الطلب على مصممي الفيديو المحترفين.
ضم اتحاد الفنانين المشهورين الولايات المتحدة الأمريكية مصممي الإسقاط اعتباراً من منتصف عام 2007، وهذا يعني هذا أن أي شخص يعمل في هذا المجال سيقوم بذلك رسمياً باسم «مصمم الإسقاط» إذا كان هو أو هي تعمل بموجب عقد نقابي، حتى إذا كان التصميم يستخدم تقنية أخرى غير أجهزة عرض الفيديو.
نشأ المصطلح «مصمم الإسقاط» من الأيام التي كانت فيها أجهزة عرض الشرائح والأفلام هي المصدر الأساسي للإسقاط وهي الآن قيد الاستخدام على نطاق واسع في جميع أنحاء أمريكة الشمالية.
يعد المسرح الرقمي في جامعة لندن للفنون أول برنامج على مستوى الماجستير في المملكة المتحدة لتعليم تصميم الفيديو كتخصص مستقل، بدلاً من كونه تخصصا فرعيّاً لتخصص التصميم الفني الخلاب، وكذلك تملك أكاديمية الأوبرا في فيرونا مختبراً لتعلم تصميم الإسقاط المسرحي منذ عام 2009.
في الولايات المتحدة الأمريكية، تم إطلاق عدد من البرامج في نفس الوقت تقريباً لتعليم تصميم الإسقاط، وهذا يعكس القبول المتزايد للمهنة والحاجة إلى مصممين إسقاط ماهرين، كما بدأت جامعة ييل برنامجاً على مستوى الدراسات العليا بواسطة ويندل كاي هارينفتون لتصميم الإسقاطات في عام 2010م.

## أدوار مصمم الفيديو
تعتمد أدوار مصمم الفيديو على الإنتاج، وكذلك بسبب ترابط هذا المجال مع مجالات تصميم الإضاءة وتصميم الديكور المسرحي والأدوار، فإن مسؤوليات مصمم الفيديو قد تختلف من عرض لآخر، ومن ضمن أدواره:

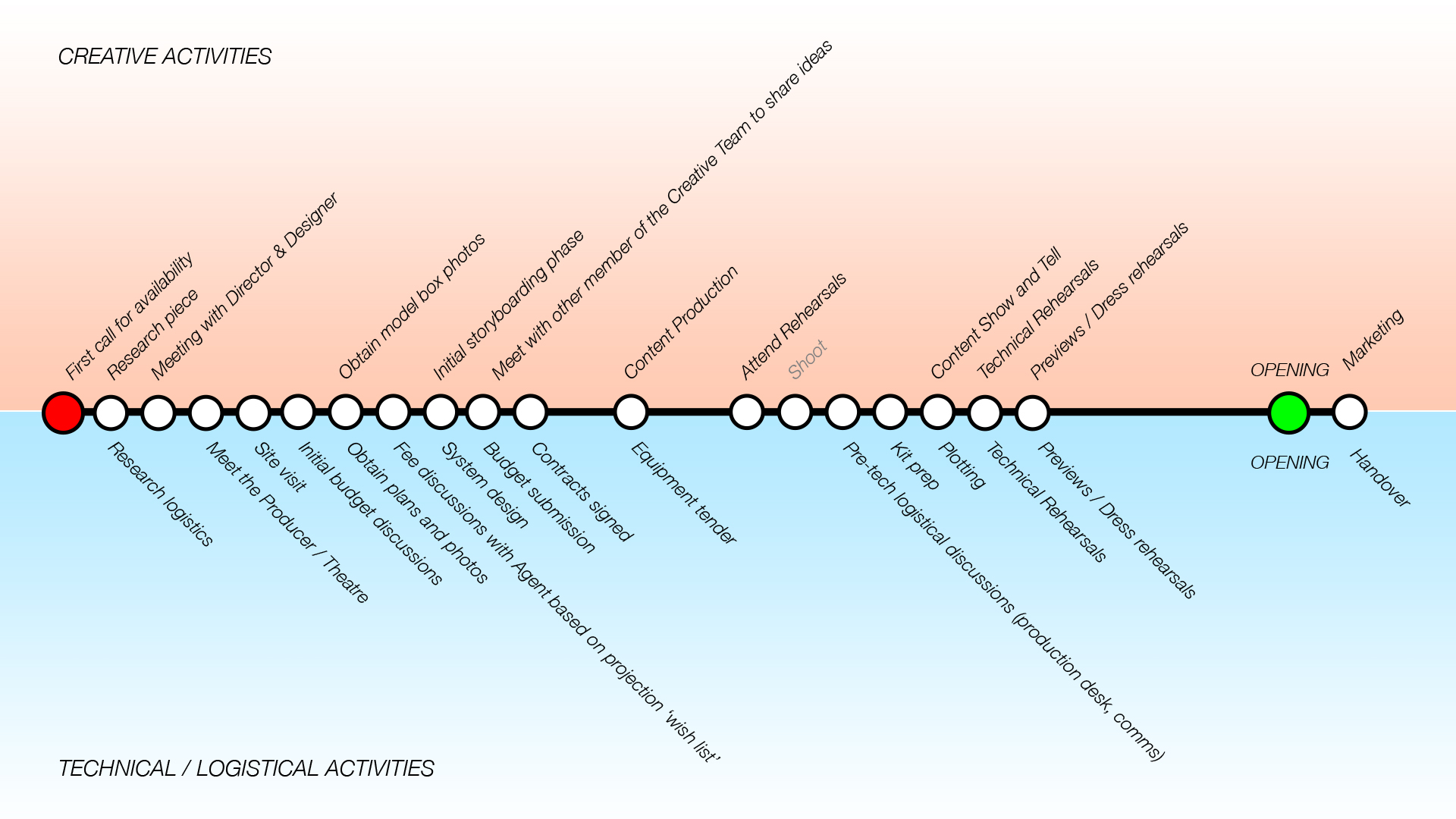
تصميم فيديو للمسرح:جدول الزمني للإنتاج

• التصميم المفاهيمي العام لمحتوى الفيديو الذي سيتم تضمينه في القطعة، بما في ذلك العمل مع الأعضاء الأخرين في فريق الإنتاج لضمان دمج محتوى الفيديو مع مناطق تصميم أخرى.
• إنشاء محتوى الفيديو باستخدام الصور المتحركة والثلاثية الأبعاد، والرسوميات متحركة، وإيقاف الحركة، والرسم توضيحي، والتصوير سينمائي أو أي طريقة أخرى.
• إدارة الكاميرات الحية وإشارتها وكيفية استخدامها على خشبة المسرح كجزء من التصميم.
• تحديد الإتجاه، والإضاءة لأي لقطة فيلم مدرجة في القطعة.
• تصميم نظام تقني لتقديم محتوى الفيديو، بما في ذلك مواصفات عرض الفيديو، وشاشات صمام ثنائي باعث للضوء، ومراقبات وأنظمة تحكم.
• إدارة الميزانية المخصصة للفيديو، بما في ذلك مصادر تقنيات العرض وتقنيات التحكم، وإيصالها، والصيانة والتأمين.
وهذه أدوار واسعة تحتاج إلى خبرة، كما أنه ليس من غير المعتاد أن يعمل مصمم الفيديو مع شركاء أو مساعدين يستطيعون تحمل مسؤولية بعض المناطق، فعلى سبيل المثال، يمكن لمصمم الفيديو أن يصمم محتوى الفيديو بشكل مفاهيمي، ولكنه يستعين برسام رسوم متحركة مؤثر لإنشاءه، ومبرمجاً لبرمجة نظام التحكم، ومهندس إنتاج للتصميم ومهندس نظام التحكم ومسؤول إسقاط لاختيار مواضيع الإسقاط الأمثل والحفاظ على المعدات.

## تصميم فيديو الحفل
يعد تصميم فيديو الحفل تخصصاً في مجال إنتاج الأفلام وتصميم الفيديو والذي يتضمن إنشاء محتوى فيديو أصلي مخصص بوضوح للعرض أثناء أداء حفلة موسيقية حية.
يتشابه إنشاء مرئيات لحفلات الموسيقى الحية إلى حد كبير مع مقاطع الفيديو الموسيقية، ومع تزايد شعبية استخدام محتوى الفيديو أثناء الأداء الموسيقي منذ بداية القرن الحادي والعشرين، أصبح من الشائع أكثر أن يكون هناك مقاطع فيديو «تمهيدي» و«خلالي» والتي يتم عرضها على الشاشة على المسرح دون الاستعانة بالفنانين، قد تتضمن هذه المقاطع لقطات لفنان أو فنانين تم تصويرهم خصيصًا للفيديو وعرضها على خشبة المسرح مع موسيقى مسجلة مسبقًا بحيث يكون المظهر النهائي عبارة عن فيديو موسيقي في الأساس، إلا أن مقاطع الفيديو المستقلة هذه لا يتم عرضها عادة إلا في لإعداد المباشر وقد تتضمن تأثيرات صوتية مسرحية إضافية.

## التكنولوجيا المستخدمة في تصميم الفيديو
يستخدم مصممو الفيديو عدداً من التقنيات والمعدات من ضمنها معدات البث ومعدات السينما المنزلية وذلك لتكوين نظام فيديو عملي، ومن ضمن تلك التقنيات أيضاً التقنيات التي تم تطويرها خصيصًا للفيديو الحي والتقنيات التي تم تخصيصها من المجالات الأخرى، قد يتضمن نظام الفيديو أيًا ما يلي:
- شاشة بلازما.
- كاميرا فيديو.
- دي في دي.
- عارض فيديو.